# Wusum Stars FC
El Wusum Stars FC o The Wusum Stars of Bombali és un club de futbol de Sierra Leone de la ciutat de Makeni, al districte de Bombali. Disputa els seus partits a l'Estadi Wusum Sports. Els seus colors són el groc i el negre.

## Palmarès
- Copa de Sierra Leone de futbol:[3]
  - 1979

## Futbolistes destacats
- Mustapha Sama